# 华金·多明格斯·贝克尔
华金·多明格斯·贝克尔（西班牙語：Joaquín Domínguez Bécquer，1817年9月25日—1879年7月26日）是19世纪西班牙风俗主义画家。

## 生平
出生于塞维利亚。堂兄是何塞·多明格斯·贝克尔，采用了佛拉芒裔的“贝克尔”作为姓氏。侄子古斯塔沃·阿道夫·贝克尔后来成为了西班牙知名的浪漫主义诗人；巴莱里亚诺·贝克尔成了画家。
早年在塞维利亚的匈牙利圣伊莎贝尔皇家美术学院学习绘画。后来的画作以对安达卢西亚民间风俗的刻画而闻名。他也作过少量人物肖像画和历史画。
他的画作如今收藏在塞维利亚美术博物馆、马德里的普拉多博物馆、浪漫主义博物馆和马拉加的卡门·提森博物馆。

## 图集

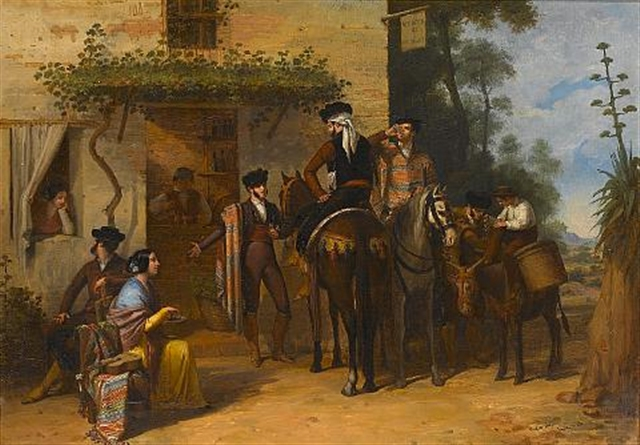
典型的安达卢西亚风俗画，1849年
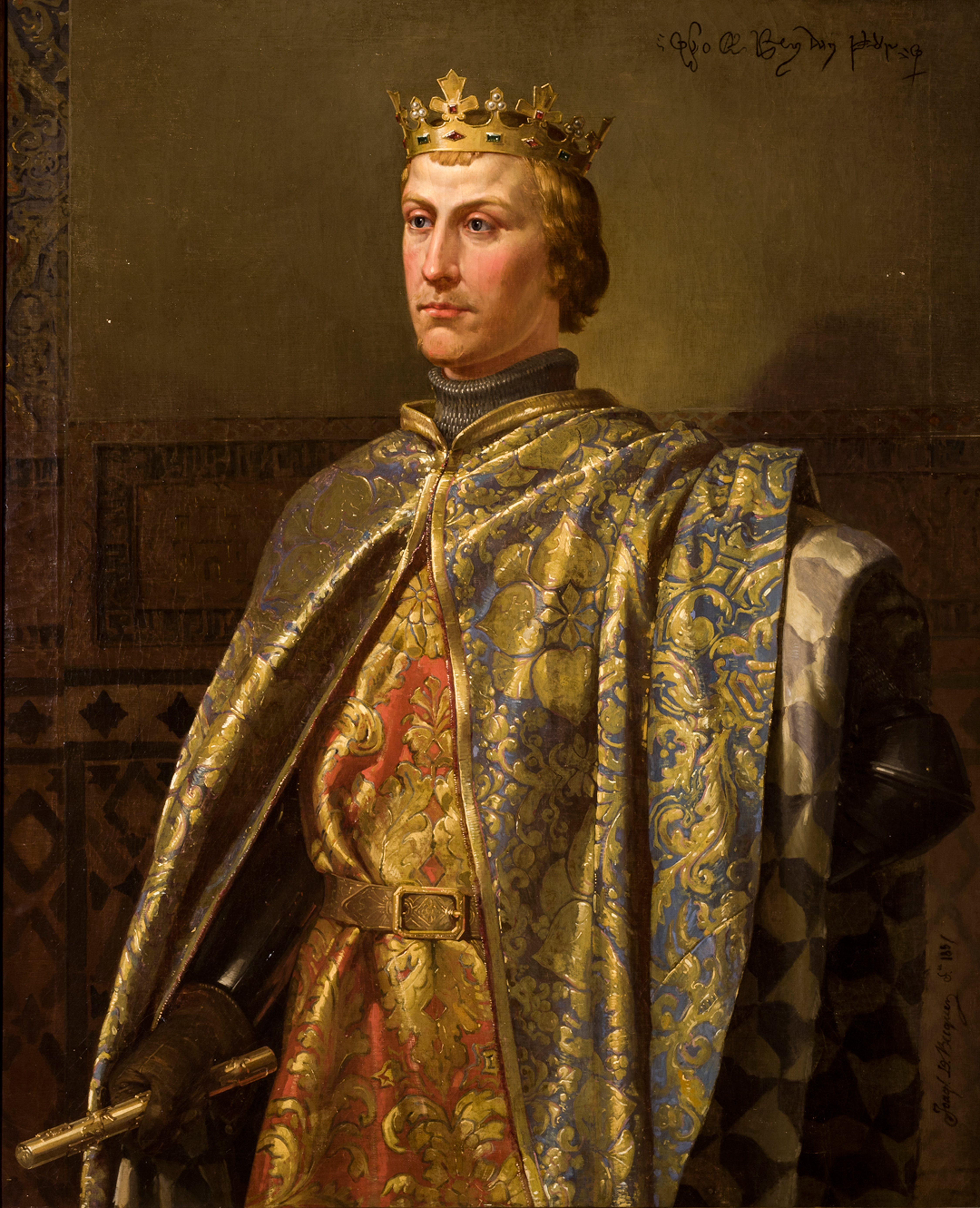
佩德羅一世肖像，1857年
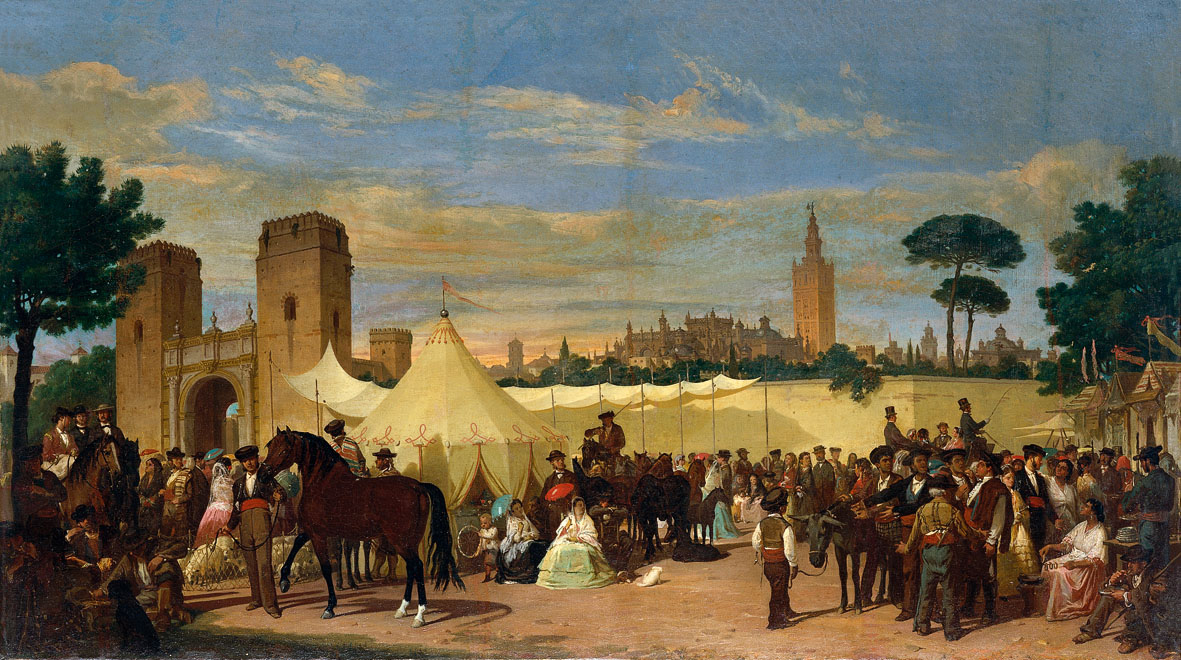
塞维利亚集市1867年，收藏于卡门·提森博物馆
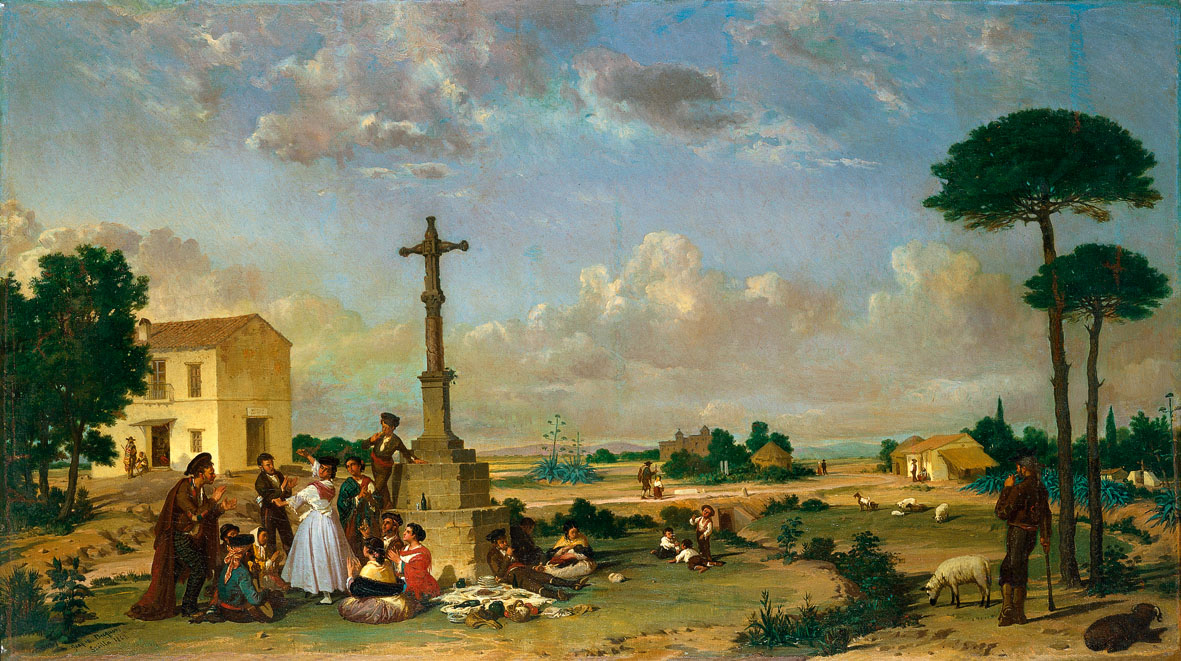
1867年，收藏于卡门·提森博物馆
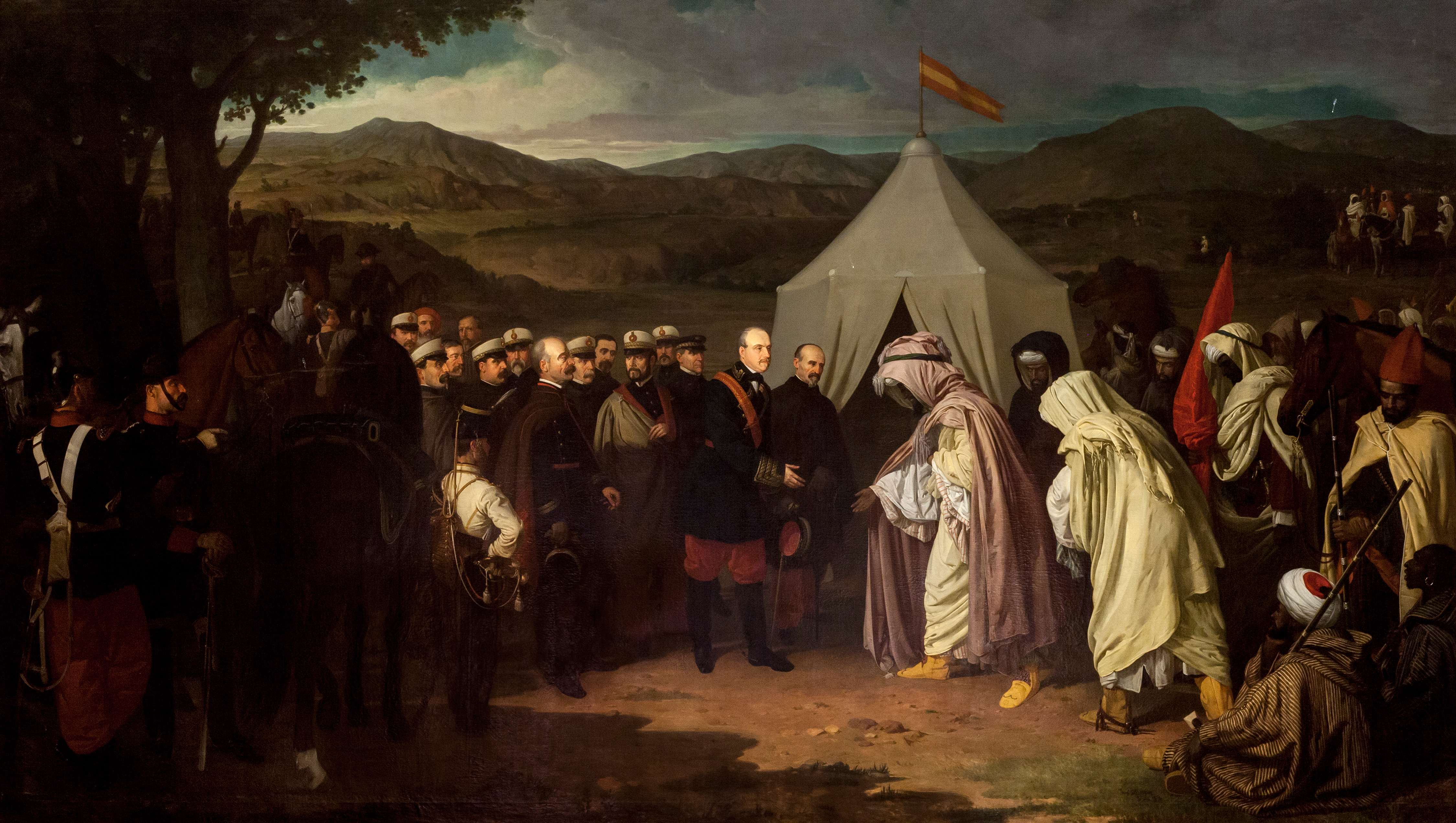
签署和约